# Pontoclausia tomis
Pontoclausia tomis is een eenoogkreeftjessoort uit de familie van de Clausiidae. De wetenschappelijke naam van de soort is voor het eerst geldig gepubliceerd in 1959 door Bacescu & Por.